# Aboubacar Toungara
Aboubacar Ibrahim Toungara (Bamako, 15 novembre 1994) è un calciatore maliano, centrocampista del Cheonan City.

## Carriera

### Club
Dopo gli inizi in patria, dal 2016 al 2021 gioca nella massima serie marocchina con varie squadre. Nell'estate del 2021 si trasferisce al Beroe, formazione militante nella massima serie bulgara.

### Nazionale
Ha giocato nelle nazionali giovanili maliane Under-17, Under-20 ed Under-23.

## Statistiche

### Presenze e reti nei club
Statistiche aggiornate al 25 novembre 2021.
| Stagione           | Squadra            | Campionato         | Campionato | Campionato | Coppe nazionali | Coppe nazionali | Coppe nazionali | Coppe continentali | Coppe continentali | Coppe continentali | Altre coppe | Altre coppe | Altre coppe | Totale | Totale |
| Stagione           | Squadra            | Comp               | Pres       | Reti       | Comp            | Pres            | Reti            | Comp               | Pres               | Reti               | Comp        | Pres        | Reti        | Pres   | Reti   |
| ------------------ | ------------------ | ------------------ | ---------- | ---------- | --------------- | --------------- | --------------- | ------------------ | ------------------ | ------------------ | ----------- | ----------- | ----------- | ------ | ------ |
| gen.-giu. 2016     | CA Khénifra        | B2                 | ?          | ?          |                 | -               | -               |                    | -                  | -                  |             | -           | -           | ?      | ?      |
| 2016-gen. 2017     | CA Khénifra        | B1                 | 14         | 3          |                 | -               | -               |                    | -                  | -                  |             | -           | -           | 14     | 3      |
| Totale CA Khénifra | Totale CA Khénifra | Totale CA Khénifra | 14+        | 3+         |                 | -               | -               |                    | -                  | -                  |             | -           | -           | 14+    | 3+     |
| gen.-giu. 2017     | FAR Rabat          | B1                 | 13         | 2          |                 | -               | -               |                    | -                  | -                  |             | -           | -           | 13     | 2      |
| 2017-2018          | FAR Rabat          | B1                 | 27         | 6          |                 | -               | -               |                    | -                  | -                  |             | -           | -           | 27     | 6      |
| 2018-2019          | FAR Rabat          | B1                 | 27         | 6          |                 | -               | -               |                    | -                  | -                  |             | -           | -           | 27     | 6      |
| 2019-2020          | FAR Rabat          | B1                 | 28         | 2          |                 | -               | -               |                    | -                  | -                  |             | -           | -           | 28     | 2      |
| 2020-2021          | FAR Rabat          | B1                 | 20         | 2          |                 | -               | -               |                    | -                  | -                  |             | -           | -           | 20     | 2      |
| Totale FAR Rabat   | Totale FAR Rabat   | Totale FAR Rabat   | 115        | 18         |                 | -               | -               |                    | -                  | -                  |             | -           | -           | 115    | 18     |
| 2021-2022          | Beroe              | 1L                 | 13         | 2          | CB              | 1               | 0               |                    | -                  | -                  |             | -           | -           | 14     | 2      |
| Totale carriera    | Totale carriera    | Totale carriera    | 142        | 23         |                 | 1               | 0               |                    | -                  | -                  |             | -           | -           | 143    | 23     |